# Acmostomum
Acmostomum är ett släkte av plattmaskar som beskrevs av Schmarda 1859. Acmostomum ingår i familjen Plagiostomidae.
Släktet innehåller bara arten Acmostomum dioicum.